# George Reader
George Reader (22. november 1896 – 13. juli 1978) var en fodbolddommer fra England. Han er mest kendt for at have dømt den afgørende kamp i finalerunden ved VM 1950 mellem Uruguay og Brasilien.

## VM 1954
- Brasilien  –  Mexico 4-0 (gruppespil).
- Uruguay  –  Bolivia 8-0 (gruppespil).
- Uruguay  –  Brasilien 2-1 (afgørende kamp i finalerunden).